# 下地原洞人
下地原洞人（しもじばるどうじん）は、沖縄県島尻郡具志川村（現・久米島町）の下地原洞穴遺跡から発見された旧石器時代の化石人骨。
生後1年前後の乳幼児1体分の人骨が破片も含めて50個ほど発見され、年代測定の結果、約1万5000年〜2万年前のものであることが判明した。

## 概要
発見地の下地原洞穴は、久米島の北西部に位置し、海抜40mの石灰岩台地上にある。地元で化石採集をしていた久手堅稔が1977年（昭和52年）に洞窟でシカの化石を発見したことをきっかけに沖縄県立博物館が調査に乗り出し、1978年（第1次）、1982年（第2次）、1986年（第3次）の3回にわたり、横浜国立大学・国立科学博物館の研究者らとの本格的な発掘調査が行われた。その結果、動物の骨とともに50片ほどの化石人骨が見つかった。国立科学博物館の佐倉朔の調査により、人骨は生後1歳未満（8か月～10か月）の乳幼児（新生児）と判明し、年代は出土したカニ化石から1万5,000年～2万年前後と測定された。